# Студитский, Александр Николаевич
Александр Николаевич Студитский (7 января 1908, Аткарск, Саратовская губерния — 26 апреля 1991) — советский учёный-гистолог, доктор биологических наук, лауреат Сталинской премии. Писатель, автор научно-фантастических романов и повестей.

## Биография
Родился 7 января 1908 года в Аткарске Саратовской губернии.
Окончил биологический факультет Московского государственного университета имени М. В. Ломоносова (1930).
В 1930—1935 — старший научный сотрудник Института экспериментального морфогенеза Наркомпроса РСФСР.
В 1935—1991 — старший научный сотрудник, заместитель директора по науке в Институте эволюционной морфологии и экологии животных АН СССР. В 1944 г. возглавил лабораторию гуморальных факторов развития, выделившуюся из состава лаборатории гистогенеза.
Доктор биологических наук (1936). Научные интересы: гистогенез костной ткани, гистофизиология эндокринных желёз.
Профессор, заведующий кафедрой цитологии и гистологии биолого-почвенного факультета МГУ (1953—1964). Читал курсы лекций «Спецглавы по гистологии», «Экспериментальная морфология».
До 1990 года — заместитель главного редактора журнала «Успехи современной биологии».
В конце 1940-х — начале 1950-х годов активно поддерживал господствовавшие тогда в СССР лженаучные биологические теории: Г. М. Бошьяна о взаимопревращении бактерий, вирусов и кристаллов; О. Б. Лепешинской об образовании клеток из бесклеточного вещества; Т. Д. Лысенко о взаимопревращении видов и наследовании благоприобретённых признаков. Выступал в печати с позиций «мичуринской биологии» против классической генетики.
В 1975 году Государственный комитет СССР по делам изобретений и открытий зарегистрировал работу А. Н. Студитского «Открытие свойства реимплантационной активности мышц», имевшую ценное научно-практическое значение для возможности осуществления реимплантации мышечной ткани. Суть этой глубоко антинаучной работы профессор Я. Л. Рапопорт описал так:

А. Н. Студитский извлекал у животного прямую мышцу бедра из её ложа и превращал её в кашицеобразную массу. Этой массой он заполнял затем освободившееся ложе. Спустя некоторое время на месте этой массы образовалась нормально сформированная и функционирующая мышца. За эту работу ему и его сотруднице А. Р. Стригановой была присуждена Сталинская премия. Вскоре А. Р. Стриганова отмежевалась от этой работы, и возник конфликт между ней и шефом.— Рапопорт Я. Л. На рубеже двух эпох. Дело врачей 1953 года

## Избранные публикации
- Анатомия и физиология человека (соавт.). — М.: Учпедгиз, 1947.
- Мухолюбы-человеконенавистники («Огонёк», 1949, № 11)
- Менделевско-моргановская генетика на службе американской реакции. — М.: Знание, 1949.
- Мичуринское учение о развитии организмов. — М.: Знание, 1949.
- Повесть о великом физиологе. — Детгиз, 1952.
- За творческую разработку учения о живом веществе (1952). — Архив анатомии, гистологии и эмбриологии. 29, № 4.
- За творческую разработку проблемы видообразования. — Успехи современной биологии, 1953, т. 34, вып. 1, с. 1-26.
- Экспериментальная хирургия мышц. М.: Изд-во АН СССР, 1959.
- Капельки жизни. — М.: Молодая гвардия, 1960.
- Восстановление мышц у высших млекопитающих (соавт.). М.: Изд-во АН СССР, 1961.
- Жизнь клетки. — М.: Знание, 1973.

Автор научно-фантастических произведений:
- Ущелье Батырлар-джол. (1948) Научно-фантастическая повесть.
- Сокровище Чёрного моря. (1956) Научно-фантастический роман.
- Разум Вселенной. (1966) Фантастический роман.